# Теотлеко

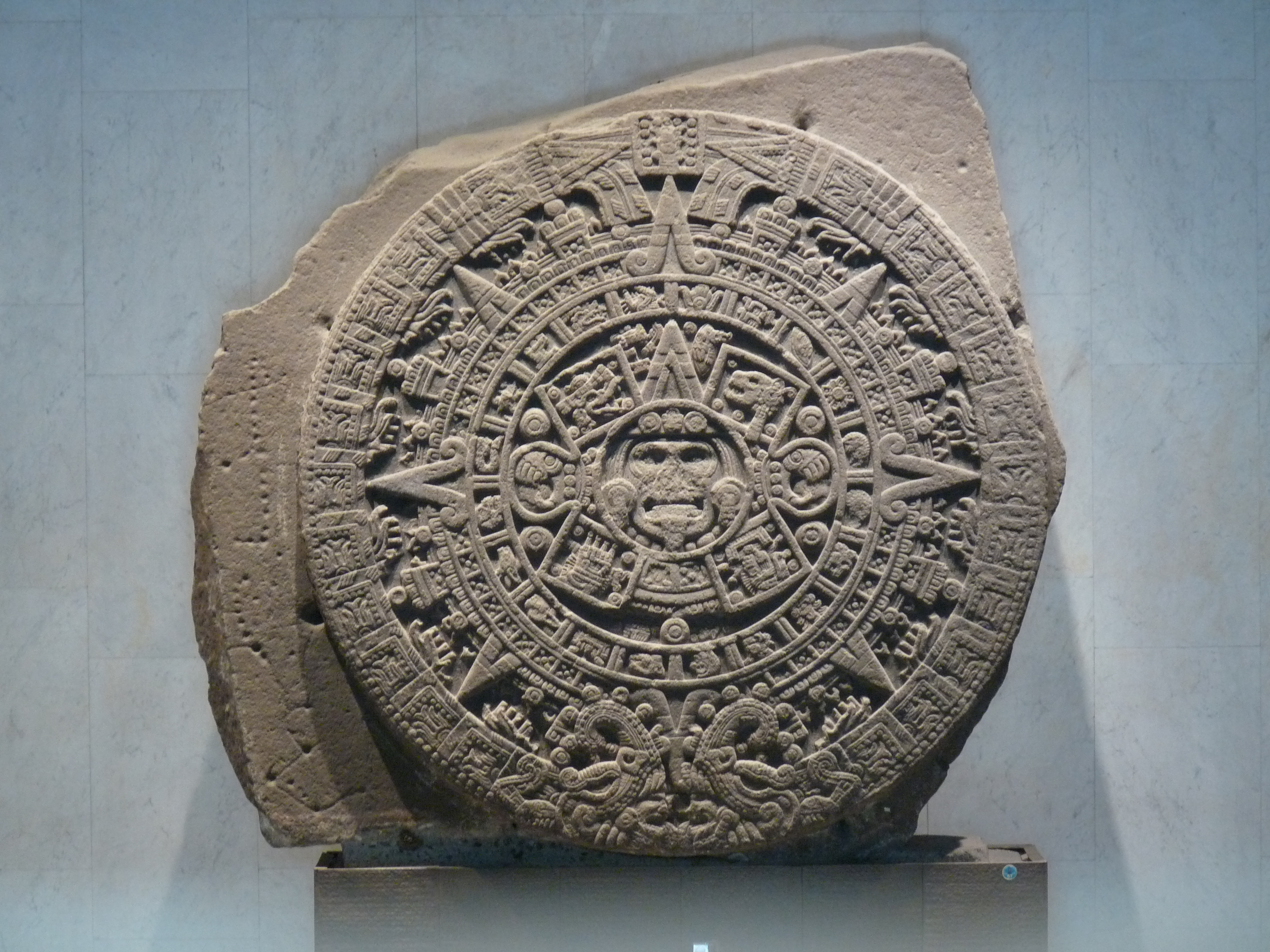
Монолит Камня Солнца, также называемый Календарём ацтеков (Национальный музей антропологии и истории, Мехико)

Теотлеко (аст. Teotlehco, в переводе: «Прибытие богов») — двенадцатый двадцатидневный месяц («вейнтена») ацтекского календаря шиупоуалли, длившийся примерно с 21 сентября по 10 октября. Также название Праздника всех богов, каждый год проводившегося в этом месяце.

## Календарь
Календарь ацтеков состоял из двух циклов: шиупоуалли (аст. xiuhpohualli, что значит «счёт лет», соответствует хаабу у майя) и ритуального 260-дневного тональпоуалли (аст. tonalpohualli, что значит «счёт дней» или «счёт судеб», соответствует цолькину у майя). Шиупоуалли и тональпоуалли совпадали каждые 52 года, образуя так называемый «век», называвшийся «Новым Огнём». Ацтеки верили, что в конце каждого такого 52-летнего цикла миру угрожает опасность быть уничтоженным, поэтому начало нового ознаменовывалось особыми торжествами. Сто «веков», в свою очередь, составляли 5200-летнюю эру, называвшуюся «Солнцем».
365-дневный шиупоуалли состоял из 18 двадцатидневных «месяцев» (или veintenas) плюс дополнительные 5 дней в конце года. В некоторых описаниях календаря ацтеков говорится, что он также включал високосный год, который позволял календарному циклу оставаться в соответствии с одними и теми же аграрными циклами из года в год. Однако в других описаниях говорится, что високосный год был неизвестен ацтекам, и что соотношение месяцев и астрономического года со временем менялось.

## Праздник

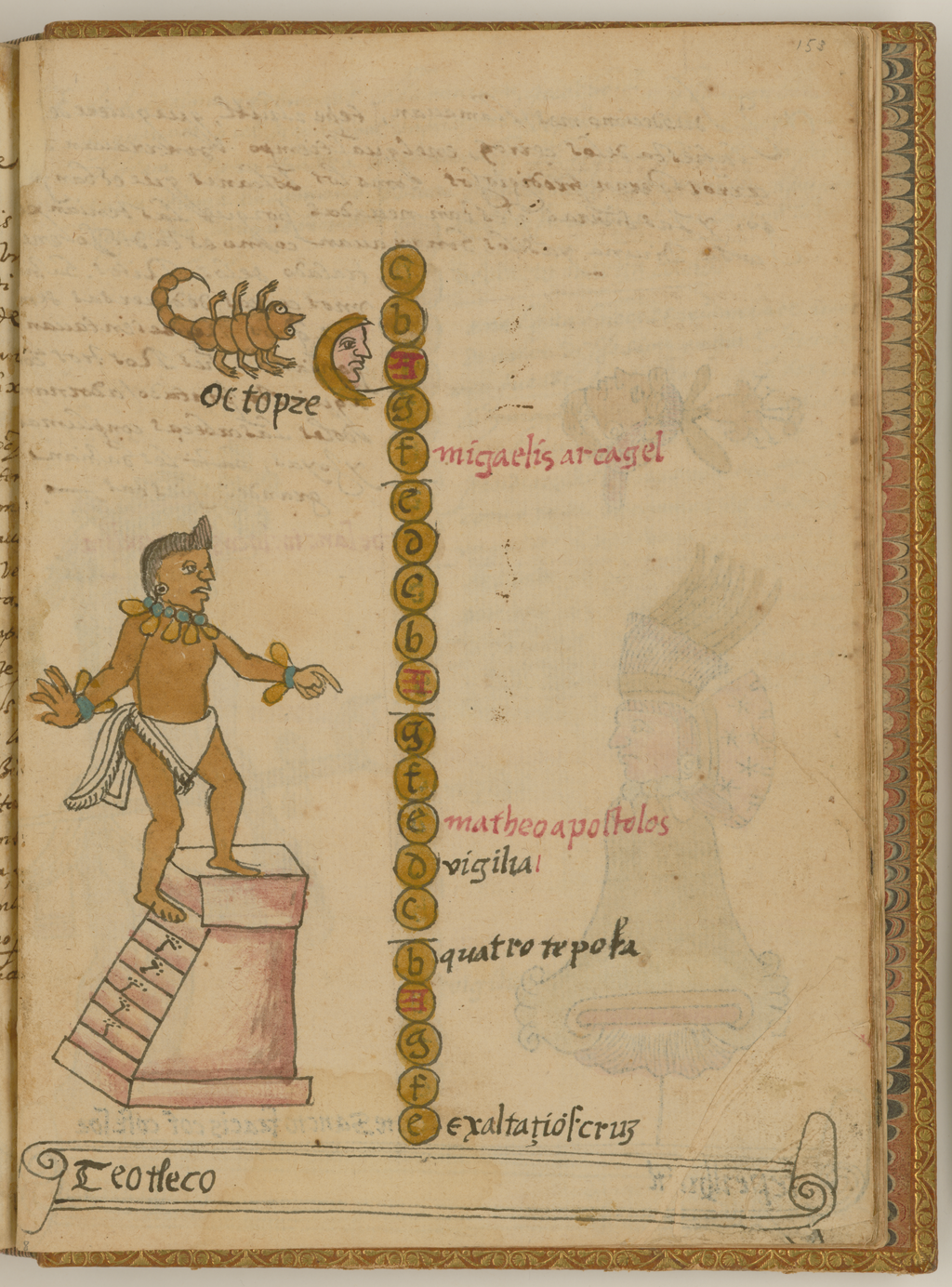
Изображение Теотлеко в Кодексе Товара

Теотлеко был временем поклонения всем богам ацтекского пантеона сразу. Считалось, что в Теотлеко боги прибывали в города ацтеков, чтобы принять участие в Великом празднике урожая. Тескатлипока всегда приходил первым, так как он был самым молодым и быстрым из богов. Его жрецы ставили на стол блюдо из кукурузной муки, и когда на муке проступал след от ноги Тескатлипоки, празднование начиналось. Шиутекутли, старейший из богов, прибывал последним. Празднества в этот месяц были особенно весёлыми и состояли в основном из танцев и музыки. Жертвы богам приносились пищей и зерном.
Теотлеко также считался праздником торговцев, так как их бог-покровитель Якатекутли («Владыка, указующий пути») был богом путешествий, и Теотлеко символизировал как возвращение богов домой, так и самого Якатекутли. Торговцы в этот месяц воздавали ему почести человеческими жертвоприношениями.